# Ello, yo y superyó

Modelo estructural del aparato psíquico. Ello, yo y superyó se superponen a la primera tópica (consciente, preconsciente, inconsciente).

El ello, el yo y el superyó (este último, también superego) son conceptos fundamentales en la teoría del psicoanálisis con la que Sigmund Freud intentó explicar el funcionamiento psíquico humano, postulando la existencia de un «aparato psíquico» que tiene una estructura particular. Sostuvo que este aparato está dividido, a grandes rasgos, en tres instancias: el ello, el yo y el superyó, que sin embargo comparten funciones y no se encuentran separadas físicamente. A su vez, gran parte de los contenidos y mecanismos psíquicos que operan en cada una de estas entidades son inconscientes.
Si bien la idea general de que la mente no es algo homogéneo tiene amplia aceptación, tanto dentro como fuera del campo de la psicología es también una idea controvertida. En particular, hay detractores de la teoría de que el psiquismo se divida en estos tres componentes.

## Origen y diferencias en la terminología
En algunas publicaciones en el idioma español se pueden encontrar los términos ello, yo y superyó en latín, como id, ego y superego, respectivamente. Estas formas fueron adoptadas en un principio por James Strachey en su traducción de la obra de Freud al inglés, titulada Standard Edition y publicada entre 1953 y 1974. Los términos originales utilizados por Freud se encuentran en idioma alemán: das Es, das Ich y das Über-Ich —respectivamente, el ello, el yo y el superyó (literalmente, sobre yo)—. Freud tomó prestado el término "das Es" de Georg Groddeck, un médico alemán por cuyas ideas no convencionales Freud estuvo muy atraído (los traductores de Groddeck traducen el término desde el inglés como «el ello»).

## Las tres instancias
En Esquema del psicoanálisis (1940 [1938]), Freud reconoce la satisfacción de las necesidades congénitas como “el genuino propósito vital del individuo”, el cual halla un medio de expresión en el poder del ello. La conservación de la vida y la evasión de los peligros no se cuentan, pues, entre las competencias de tal instancia, sino que corresponden al yo, encargado, por lo mismo, de velar porque las satisfacciones a las que presta consentimiento no expongan la seguridad del individuo a un excesivo riesgo. Por su parte, el superyó participa en la restricción de tales satisfacciones y en eso radica su función más importante.

### El ello
Su contenido es inconsciente y consiste fundamentalmente en la expresión psíquica de las pulsiones y deseos. Está en conflicto con el yo y el superyó, instancias que en la teoría de Freud se han escindido posteriormente de él. Freud denomina ello a la más primitiva provincia del aparato anímico, cuyo contenido concierne a lo heredado, lo innato o lo constitucional y atañe en particular a las pulsiones. La condensación y el desplazamiento demuestran que en el ello la energía psíquica circula con mayor movilidad que en el yo y que lo que más atarea a aquella instancia es su afán de proporcionar descarga a las excitaciones que se produzcan en su interior. En una nota al pie de Esquema del psicoanálisis (1940 [1938]), James Strachey, traductor de la obra de Freud al inglés y creador de la Standard Edition, apostilla que esa aspiración que Freud atribuye al ello es análoga a lo que había descrito en el Proyecto de psicología, empleando una terminología más próxima a la de la neurología, en referencia al “principio primordial de la actividad de las neuronas: «las neuronas procuran aliviarse de la cantidad».”
Para Freud, el ello constituye “el núcleo de nuestro ser”. No tiene contacto directo con el mundo exterior y nos sería incognoscible si no fuera por la mediación de otra instancia (el yo). Es en su interior que operan las pulsiones, conformadas por diferentes proporciones de aquello que Freud considera las “dos fuerzas primordiales”, a saber, Eros y thanatos. La meta de tales pulsiones no es otra que la de alcanzar la satisfacción, la cual supone “precisas alteraciones en los órganos con auxilio de objetos del mundo exterior.” Sin embargo, si se concediera a las pulsiones del ello satisfacción sin dilación ni prudencia, a menudo sobrevendrían peligrosos conflictos con el mundo exterior que amenazarían la supervivencia del individuo. El ello no se preocupa por la seguridad de este: si bien tiene la capacidad de desarrollar los elementos de la sensación de angustia, no puede apreciarlos. Freud diferencia “los procesos que son posibles en los elementos psíquicos supuestos en el interior del ello y entre estos (proceso primario)” y “aquellos que nos son consabidos por una percepción consciente dentro de nuestra vida intelectual y de sentimientos”. Aunque el ello no comercie directamente con el mundo exterior, le está reservado un mundo de percepción que le es propio por cuanto ha de tomar registro de las fluctuaciones que acontecen en su interior (nivel de tensión pulsional) que alcanzan la conciencia a guisa de sensaciones placenteras o displacenteras. Esta instancia se rige por el principio de placer, mientras que las demás, que tampoco son capaces de anularlo, se limitan a modificarlo.

### El yo
El yo es la instancia psíquica actuante que aparece como mediadora entre las otras dos. Intenta conciliar las exigencias normativas y punitivas del superyó así como las demandas de la realidad con los intereses del ello por satisfacer deseos inconscientes. Está a cargo de desarrollar mecanismos que permitan la obtención del mayor placer posible, pero dentro de los límites que la realidad imponga. La defensa es una de sus competencias y gran parte de su contenido es inconsciente. La incidencia del mundo exterior alteraría una porción del ello destinada a convertirse en el yo, porción descrita como “un estrato cortical dotado de los órganos para la recepción de estímulos y de los dispositivos para la protección frente a estos” que de allí en más tomará la función de mediar entre aquella otra instancia y el mundo exterior. El yo gobernaría los movimientos voluntarios y se ocuparía de bregar por la autoconservación del individuo mediante la evitación, el dominio y la cancelación de los estímulos procedentes del exterior, así como también a través del sometimiento de los reclamos pulsionales provenientes del ello, respecto de los cuales deberá determinar si se ha de satisfacerlos —y, en caso de ser así, en qué condiciones— o sofocarlos. El nivel de tensión dentro de la organización yoica orientaría su actividad, percibiéndose, por lo general, un incremento tensional como displacentero y una disminución como placentera, si bien Freud no deja de indicar que las sensaciones de placer y displacer probablemente no se encuentren en relación directa con la magnitud de la tensión en sí misma, sino más bien con el ritmo de sus fluctuaciones. La tendencia del yo a eludir el displacer conlleva que la previsión de un aumento del mismo acarree el desprendimiento de una señal de angustia, denominándose peligro la circunstancia en la que esta tiene lugar, trátese de una amenaza interna —es decir, pulsional— o externa. Durante el sueño, el yo resignaría su vínculo con el mundo exterior y se constataría en él “una particular distribución de la energía anímica.”
El yo, “instancia psíquica que creemos conocer mejor [que el ello] y en la cual nos discernimos por excelencia a nosotros mismos”, nace sobre la base del estrato cortical del ello, que se encuentra provisto de la capacidad de captar estímulos para luego alejarlos, de suerte que pueda mantenerse en contacto con la realidad objetiva. El avasallamiento del yo por parte del mundo exterior revela las circunstancias bajo las cuales se produjeron su génesis y su desarrollo, a saber, la subyugación a su esfera de influencia de porciones del ello cada vez más vastas a partir de la percepción consciente de dicha realidad.

Su operación psicológica consiste en elevar los decursos del ello a un nivel dinámico más alto (p. ej., en mudar energía libremente móvil en energía ligada, como corresponde al estado preconciente); y su operación constructiva, en interpolar entre exigencia pulsional y acción satisfaciente la actividad del pensar, que trata de colegir el éxito de las empresas intentadas mediante unas acciones tentaleantes, tras orientarse en el presente y valorizar experiencias anteriores. De esta manera, el yo decide si el intento desembocará en la satisfacción o debe ser desplazado, o si la exigencia de la pulsión no tiene que ser sofocada por completo como peligrosa (principio de realidad).

Mientras que al ello no le preocupa más que la obtención de placer, al yo corresponde tomar en consideración la seguridad, dado que se ocupa de la tarea de la autoconservación, la cual el ello tiene en menos. Se sirve de los desprendimientos de angustia como medio para percatarse de los peligros que lo asedian. La asociación de las huellas mnémicas con restos del lenguaje posibilita que estas se tornen conscientes y, puesto que la cualidad de lo consciente es propia de las percepciones, se presenta entonces la posibilidad de que las primeras sean tomadas erróneamente como representaciones de la realidad objetiva actual. Para evitar tal confusión el yo se vale del examen de realidad, que, sin embargo, deja de operar durante el sueño. El yo se ve amenazado en primer lugar por los peligros de la realidad objetiva, pero también por los procedentes del ello debido a que exigencias pulsionales hiperintensas pueden producir daños en el yo comparables a los que le provocarían las excitaciones hipertróficas del mundo exterior. Aunque, a diferencia de estos últimos, no les sea posible aniquilarlo, sí pueden deshacer su organización interna, de suerte que el ello se incorpore al yo nuevamente como una parte de sus dominios. Otra razón por la que los requerimientos del ello representarían un peligro para la instancia yoica radica en que ―tal como esta pudo haber aprendido de la experiencia― conceder la satisfacción de un reclamo pulsional que no resulta per se inadmisible para el yo puede, sin embargo, implicar riesgos en el mundo exterior y, de esta manera, tal reclamo pasa a ser considerado peligroso. El yo debe, pues, afianzarse frente a dos amenazas: por un lado, un mundo exterior que podría acabar con él y, por el otro, un mundo interior muy demandante.

### El superyó
El superyó es la instancia moral, enjuiciadora de la actividad yoica. Para Freud, surge como resultado de la resolución del complejo de Edipo y constituye la internalización de las normas, reglas y prohibiciones parentales. Así como a partir del ello se originaría el yo, dentro de él nacería más tarde el superyó, consistente en el relicto de la etapa en la que el individuo no ha superado aún el desamparo infantil y se mantiene todavía en estrecha dependencia respecto de sus figuras parentales, cuyos designios pasan a incorporarse en la constitución de esta tercera instancia. Importantes sumas de agresividad hallan un empleo distinto al de ser dirigidas hacia afuera cuando, a partir de la instauración del superyó, permanecen adheridas al propio yo, donde sacan a relucir sus virtualidades autodestructivas, hasta el punto de que resultaría insano o patógeno la retención de la agresión dado que la pulsión destructiva obstruida ejercería entonces sus efectos a partir del mecanismo de vuelta hacia la persona propia.
El superyó es la parte que contrarresta al ello, representa los pensamientos morales y éticos recibidos de la cultura. Consta de dos subsistemas: la «conciencia moral» y el ideal del yo. La «conciencia moral» se refiere a la capacidad para la autoevaluación, la crítica y el reproche. El ideal del yo es una autoimagen ideal que consta de conductas aprobadas y recompensadas.[cita requerida]
El superyó en la enseñanza clásica freudiana es una instancia que no está presente desde el principio de la vida del sujeto, sino que surge a consecuencia de la internalización de la figura del padre como un resultado de la resolución del complejo de Edipo.
Con posterioridad a Freud se ha discutido sobre el origen de la instancia. Melanie Klein, por ejemplo, postula la existencia de un superyó en el lactante. Para la corriente psicoanalítica que sigue la orientación de Jacques Lacan será en cambio relevante reforzar la idea de Freud acerca del momento del surgimiento del superyó, otorgándole a la castración, a la resolución del complejo de Edipo y a la función paterna un carácter fundacional del sujeto con sus tres instancias, así como un papel determinante de su posición estructural.[cita requerida]

## Relación de las instancias entre sí y con lo inconsciente y lo preconsciente
Sobre el ello tiene absoluto imperio la cualidad de lo inconsciente. La correspondencia entre inconsciente y ello sería incluso más estrecha que la que existe entre preconsciente y yo. Al comienzo de la vida, el aparato psíquico solo cuenta con un ello y son los estímulos procedentes del mundo exterior los que terminan por alterar aquel sector suyo que acabará convirtiéndose en el yo. Este habrá de incorporarse algunos de los contenidos originariamente pertenecientes al ello, traspuestos ahora al estado preconsciente, mientras que otros materiales se convertirán en el núcleo del ello, conservando su carácter inconsciente y su inasequibilidad. Sin embargo, el desarrollo del yo está marcado por la cesión a lo inconsciente de contenidos que ya había asimilado, y también ante algunas nuevas impresiones se retirará dejándoles la posibilidad de imprimir una huella únicamente en el ello. Es esta porción del ello la que merece el nombre de lo reprimido. Una y otra de las parcelas del ello (el “núcleo del ello” y “lo reprimido”) se solapan, respectiva y aproximadamente, con lo congénito originario y lo que ha sido adquirido durante el desarrollo del yo.
A pesar de esta tripartición teórica del aparato anímico, Freud considera correcta una acción del yo solo en aquellos casos en los que simultáneamente logra conciliar las exigencias del ello, del superyó y de la realidad objetiva, razón por la cual menciona en El yo y el ello los tres “vasallajes del yo”. El autor argumenta que la relación entre el yo y el superyó de determinado individuo debe su naturaleza a la que le precedió entre el niño y sus padres, quienes, además de las idiosincrásicas peculiaridades de sus propios ideales, trasmiten a su hijo “el influjo, por ellos propagado, de la tradición de la familia, la raza y el pueblo, así como los requerimientos del medio social respectivo”. Tampoco el superyó se configura sobre la base de la exclusiva contribución de lo legado por los padres, sino que se nutrirá igualmente de lo que le ofrezcan otras figuras de autoridad, así como también de valores que gocen del beneplácito social. Freud encuentra un punto de confluencia entre el ello y el superyó por cuanto ambos figuran el influjo del pasado, si bien no se trata, naturalmente, del mismo pasado sino del pasado heredado, en el primer caso, y del pasado asumido por otros, en el segundo. En este mismo punto el yo se distanciaría de las otras dos instancias por responder él en primer lugar a lo experimentado por el propio individuo o, en otras palabras, lo contingente.
Para Freud, poco podría aprenderse del estudio de casos normales caracterizados por una bien definida separación entre el yo y el ello, sostenida esta gracias a las resistencias o contrainvestiduras, y por el trabajo mancomunado entre la organización yoica y el superyó. Solo arrojarían luz, en cambio, los estados de conflicto, en los que el material inconsciente perteneciente al ello amenazara con irrumpir en la conciencia y el yo debiese defenderse frente a tal asalto. Sin embargo, tales estados no se dan exclusivamente en el marco de perturbaciones patológicas, sino que de continuo tienen lugar durante el dormir, razón por la cual, los sueños, que Freud reconoce como actos psíquicos, constituyen un privilegiado objeto de estudio para la indagación psicoanalítica.
El yo, vasallo de la realidad objetiva, del ello y del superyó, ha de rendir tributo a sus tres señores y simultáneamente conservar su autonomía y su organización. Los estados patológicos podrían explicarse mediante el expediente de que en tales casos el yo quedaría parcial o totalmente debilitado e incapacitado para asumir sus obligaciones. Sojuzgar los requerimientos pulsionales que el ello busca imponerle probablemente sea la más espinosa tarea que la instancia yoica ha de acometer y a ella destina importantes montos de energía empleados para el sostenimiento de las contrainvestiduras. Por otro lado, existe también la posibilidad de que sea el superyó el que se ha tornado intolerablemente demandante, al punto que no le resten fuerzas al yo para cumplir con otros quehaceres. El ello y el superyó suelen aliarse en perjuicio de su súbdito, que, para evitar desorganizarse, debe intentar no desasirse del mundo exterior, vínculo este último que puede aparecer afectado o incluso suprimido cuando aquellos dos cobran demasiada fuerza. El sueño, temporario estado de carácter psicótico, subsume al yo en las incoherencias de la realidad interior en el momento en el que este concede resignar sus lazos con el exterior.

## La psicología del yo
Después de Freud, varios teóricos psicoanalíticos prominentes comenzaron a trabajar sobre la versión funcionalista del Yo de Freud. El mayor esfuerzo fue puesto en detallar las varias funciones del Yo y cómo se deterioran en psicopatología. Está probado que varias funciones centrales del Yo-realidad: impulso-control, juicio afectan la tolerancia, la defensa y el funcionamiento sintético. Una revisión conceptual importante a la teoría estructural de Freud fue hecha cuando Heinz Hartmann discutió que el Yo sano incluye una esfera de las funciones autónomas de este, que son independientes del conflicto mental. La memoria, la coordinación motora, y la realidad-prueba, como ser, pueden funcionar sin la intrusión del conflicto emocional. Según Hartmann, el tratamiento psicoanalítico apunta a ampliar la esfera sin conflicto del funcionamiento del Yo. Haciendo así pues, que el psicoanálisis facilite la adaptación, es decir, una regulación mutua más eficaz de Yo y del ambiente.
David Rapaport sistematizó el modelo estructural de Freud y las revisiones de Hartmann. Rapaport discutió que el principio central de la teoría freudiana era que los procesos mentales son motivados y formados por la necesidad de descargar la tensión. El trabajo de Freud que clarificaba Rapaport retrató la mente organizada en pulsiones y estructuras. Las pulsiones responden a la energía de la libido retenida y se orientan a una descarga rápida, a la satisfacción inmediata de deseos. Debido a que es raro que los deseos puedan ser satisfechos inmediatamente en la realidad, la mente desarrolla mecanismos para retrasar la satisfacción, o para alcanzarla a través de los desvíos o sublimaciones. Por lo tanto, la energía de la pulsión es contenida por las estructuras mentales relativamente estables que abarcan al Yo. Rapaport definió las estructuras como organizaciones mentales con un índice de cambio lento, en comparación con las pulsiones.
Arlow y Brenner discutieron que la teoría anterior de Freud de los sistemas conscientes, preconscientes, e inconscientes de la mente deben ser abandonados, y el modelo estructural debería ser usado como la única teoría psicoanalítica de la mente.
Los autores psicológicos del Yo recientemente se han acercado en varias direcciones. Algunos, tales como Charles Brenner, han afirmado que el modelo estructural debe ser abandonado y los psicoanalistas deben centrarse exclusivamente en conflicto mental que entienden y tratan. Otros, tales como Frederic Busch, han sofisticado cada vez más el concepto del Yo.
La psicología del Yo se confunde a menudo con la psicología del uno mismo, que acentúa la fuerza y la cohesión del sentido de una persona consigo misma. Aunque algunos psicólogos del Yo escriben sobre el uno mismo, distinguen generalmente a uno mismo del Yo. Definen el Yo como una agencia abarcativa de las funciones mentales, mientras que el uno mismo es una representación interna de cómo una persona se percibe. En la psicología del Yo, el énfasis se pone en entender el funcionamiento del Yo y sus relaciones conflictivas de la identificación, el Superyó, y la realidad, más que al sentido subjetivo de uno mismo.